# Ruben Svensson
Erik Ruben Svensson, född 28 september 1953 i Karlskoga, Örebro län, är en svensk fotbollsspelare. Ruben Svensson växte upp i Hagfors, i Värmlands län. Han spelade som högerback för IFK Göteborg och har bland annat vunnit UEFA-cupen 1982.
Ruben Svensson spelade för BK Derby innan han gick till IFK Göteborg där han var med om lagets framgångsrika period i början av 1980-talet. 1986 gick han till Västra Frölunda IF men då IFK Göteborg drabbades av skador i backlinjen inför Europacupsemifinalmatcherna mot Barcelona i april 1986 lånades han in av IFK för dessa matcher.
Ruben Svensson bor idag i Göteborg och arbetade tidigare på en fritidsgård i Hjällbo. Fritidsgården heter Hemmaplan fd Funhouse.